# Muestra Internacional de Cine realizado por Mujeres
La Muestra Internacional de Cine Realizado por Mujeres de Zaragoza és una de les mostres de cinema realitzat per dones més consolidades de l'Estat espanyol, amb disset anys d'experiència, que des de 1997 se celebra anualment a la capital d'Aragó.
Organitzada des del Seminari Interdisciplinar d'Estudis de la Dona (Seminario Interdisciplinar de Estudios de la Mujer, SIEM), la Mostra té com a objectiu apropar al públic el treball cinematogràfic de les dones a través de la recuperació i exhibició de l'obra de cineastes del passat, així com propiciar el diàleg entre les cineastes actuals i l'audiència. La Mostra ha anat ampliant durant aquests anys les seves activitats, sempre relacionades amb el cinema i les dones.

## Història
Nascuda l'any 1997 en el si del Seminari Interdisciplinar d'Estudis de la Dona de la Universitat de Saragossa, la Mostra és concebuda com un espai de visibilització del cinema fet per dones des de tots els àmbits de la creació cinematogràfica. Contribueix a recupar el treball cinematogràfic de les dones, en demostrar que es tracta d'una aportació fonamental i no complementària a la història del cinema i fa un homenatge a realitzadores de prestigi per la seva trajectòria professional, que hi poden presentar la seva obra i dialogar amb el públic. Des de fa uns anys, la Mostra compta amb la col·laboració del col·lectiu universitari Odeonia i la seva seu principal està ubicada al «Centro de Historias de Zaragoza». També es treballa en col·laboració amb l'Escola de Cinema Un Perro Andaluz i amb el Consell de la Joventut de Saragossa per a la realització de la Sessió Nous Públics que té com a objectiu apropar el cinema compromès als més joves. En algunes edicions s'ha inclòs una secció de videoart i també s'ha anat ampliant el ventall d'activitats amb exposicions, presentacions de llibres, representacions de teatre, taules rodones, conferències i tallers.

## Declaració d'intencions
| « | Moltes són les persones que es pregunten actualment el per què d'una mostra de cinema realitzat per dones. Diuen, i no sense raó, que el sexe de qui dirigeix una pel·lícula, com el de qualsevol altre professional, no hauria de ser motiu de distinció ni d'exclusió. I aquesta és, precisament, la raó per la qual seguim un any més al peu del canó. Les dades que proporciona CIMA són molt reveladores. Sabies que només un 8% de les pel·lícules que es produeixen al nostre país són dirigides per una dona? En relació al guió i la producció, les pel·lícules amb participació femenina no arriben al 20% (…) La creació audiovisual al nostre país està pràcticament en mans dels homes. Quelcom que es repeteix, i amb pitjors dades, a països de tot el món. La bicicleta verda (Haifaa Al-Mansour, 2002) ha estat la primera pel·lícula dirigida per una dona a l'Aràbia Saudita. Per això seguim creient, disset anys després del nostre naixement com a Mostra, en la visibilització del cinema realitzat per dones | » |

## Seccions
Les seccions han anat canviant al llarg de les edicions de la Mostra. Les més destacades són:

### Panorama d'actualitat (Panorama de actualidad)
- Llargmetratges de ficció realitzats per dones sense distribució a Saragossa.

### Documenta
- Documentals internacionals per mostrar una visió del món a través de temes tractats des del punt de vista de les dones.

### Curts en femení (Cortos en femenino)
- Iniciativa creada l'any 2002 per TRAMA (Coordinadora de Mostres i Festivals de cinema, vídeo i multimèdia dirigit per dones) amb l'objectiu de difondre la creació de curtmetratges realitzats per dones de l'Estat espanyol, llançant una convocatòria oberta a totes les dones que durant l'any han realitzat algun curtmetratge en qualsevol format.

### El vídeo del minut. Un espai propi, un film col·lectiu (El video del minuto. Un espacio propio, un film colectivo)
- Iniciativa creada l'any 1998 per Drac Màgic i des de 2002 es proposa des de la plataforma TRAMA. L'objectiu és impulsar la creació audiovisual femenina i crear una base de dades que reuneixi la visió de les dones sobre diferents aspectes de la realitat. La convocatòria oberta està adreçada a totes les dones, professionals o no, que vulguin presentar una filmació en un únic pla seqüència de seixanta segons de durada sobre el tema proposat des de l'organització.